# Château de Chenailles
Le château de Chenailles est un château français situé à Saint-Denis-de-l'Hôtel, dans le département du Loiret en région Centre-Val de Loire.

## Géographie
Le château est situé dans le Bois des Comtesses, sur le territoire de la commune de Saint-Denis-de-l'Hôtel, à environ 117 mètres d'altitude, à proximité de la route départementale 960, dans la région naturelle du Val de Loire.

## Histoire
Geoffroy Vallée Ier rachète à plusieurs propriétaires au XVIe siècle la métairie située sur le domaine et prend le titre de seigneur de Chenailles,.
Geoffroy Ier meurt en 1537, son fils ainé, Geoffroy Vallée IIe hérite du domaine.
Geoffroy II est condamné pour hérésie et exécuté par pendaison sur la place de Grève à Paris en 1574. Le domaine est transmis à son frère Jacques Vallée, intendant général des finances sous le règne du roi de France Henri III.
Marie Vallée, sœur de Geoffroy et de Jacques et épouse de Robert Miron, contrôleur général des finances et intendant des ordres du roi de France, devient propriétaire du domaine. Le couple entreprend la construction d'un château sur le domaine.
À la mort de Marie, en 1615, le château est transmis à sa sœur Claude Vallée puis à la mort de Claude, en 1624, le château est transmis son neveu François Vallée, seigneur de Laubinière et président-trésorier au bureau des finances de Paris, contrôleur général des guerres et maitre d’hôtel du roi de France Louis XIII. Le neveu de François Vallée, Jacques Vallée Des Barreaux, trésorier général de France, est durant cette période, un visiteur assidu de Chenailles.
À la mort de François, le château revient à Claude Vallée, conseiller au parlement, arrêté pour complot et emprisonné à la Bastille en 1656. Le 12 mai 1693, Claude fait donation du château à Jacques Fête, commissaire ordinaire des guerres, qui en fait à son tour donation, le 23 mai 1696 à Louis Fête de Noisy, grand-maître des eaux et forêt d'Orléans.
Le 8 janvier 1719, Louis Fête de Noisy vend le château à Constance-Éléonore d'Estrées mariée au Sieur du Lorent, comte d'Ampus.

## Description
Le château, privé, n'est pas ouvert à la visite.

## Culture
Le musée d'art de Toledo, situé dans l'Ohio (États-Unis), conserve une pièce reconstituée du château : « ses peintures, un cycle de l'histoire d'Armide, sont attribuées au peintre Jean Mosnier, et son décor, relativement proche de ceux de Cheverny, rappelle l'art de Jean Cotelle »,,.